# Daniela Kapitáňová
Daniela Kapitáňová (Komárom, 1956. július 30. –) szlovák író, újságíró és színházi rendező.

## Élete
Diplomát a Prágai Művészeti Akadémia Film- és Televíziós Karán szerzett. Később a kassai Thália Színházban dolgozott. Az irodalomban 1996-ban debütált két novellával egy antológiában. A Könyv a temetőről című kötetét álnév alatt tette közzé (2000), mely széles körben ismertté tette mind Szlovákiában, mind külföldön. Ezt a regényét az Örkény István Színházban Ari-Nagy Barbara, Bíró Kriszta, Szenteczki Zita színpadra alkalmazta.
Jelenleg a Szlovák Rádióban irodalmi szerkesztőként dolgozik, és a kreatív írásról tart előadásokat a nyitrai Konstantin Filozófus Egyetemen. Rendszeresen publikál folyóiratokban és újságokban, a detektív műfaj elméletével is foglalkozik.

## Művei
- 1926–1996 (novella, 1996)[3]
- Samko Tále (2000)[4] Könyv a temetőről
- Nech to zostane v rodine (2005)[5] Maradjon a családban
- Vražda v Slopnej (regény, 2005) Gyilkosság Slopnában

### Magyarul
- Könyv a temetőről. Első és második Könyv a temetőről (Magvető Könyvkiadó, Budapest, 2016, fordította: Mészáros Tünde, illusztrálta: Fero Jablonovský) ISBN 9789631433814